# Искусство видеть
«Искусство видеть» (анг. Ways of Seeing) — культурологический проект английского писателя Джона Бёрджера, посвящённый критическому рассмотрению искусства и его взаимоотношений с современным зрителем. Включает четырёхсерийный документальный телефильм и книгу, созданную по его мотивам.
Фильм, состоящий из четырёх получасовых эпизодов, впервые был показан в 1972 году на британском телеканале BBC Two, став классикой английской документалистики. «Искусство видеть», открыто критикующий западную эстетику и культурологию, назван The Guardian одной из ключевых работ современного искусствоведения.

## Фильм
Четыре эпизода фильма «Искусство видеть» транслировались в Англии в январе 1972 года. Режиссёром выступил документалист Майкл Дибб. Сериал должен был послужить ответом на работу Кеннета Кларка «Цивилизация», демонстрирующего традиционные для западной культуры каноны восприятия искусства. Бёрджер, продолжая мысли Вальтера Беньямина, подвергает критике традиционный взгляд на классическое искусство, выявляя его ангажированность в пользу доминирующего социального класса и пола.
Каждая из четырёх серий поднимает одну из проблем современного осмысления искусства.

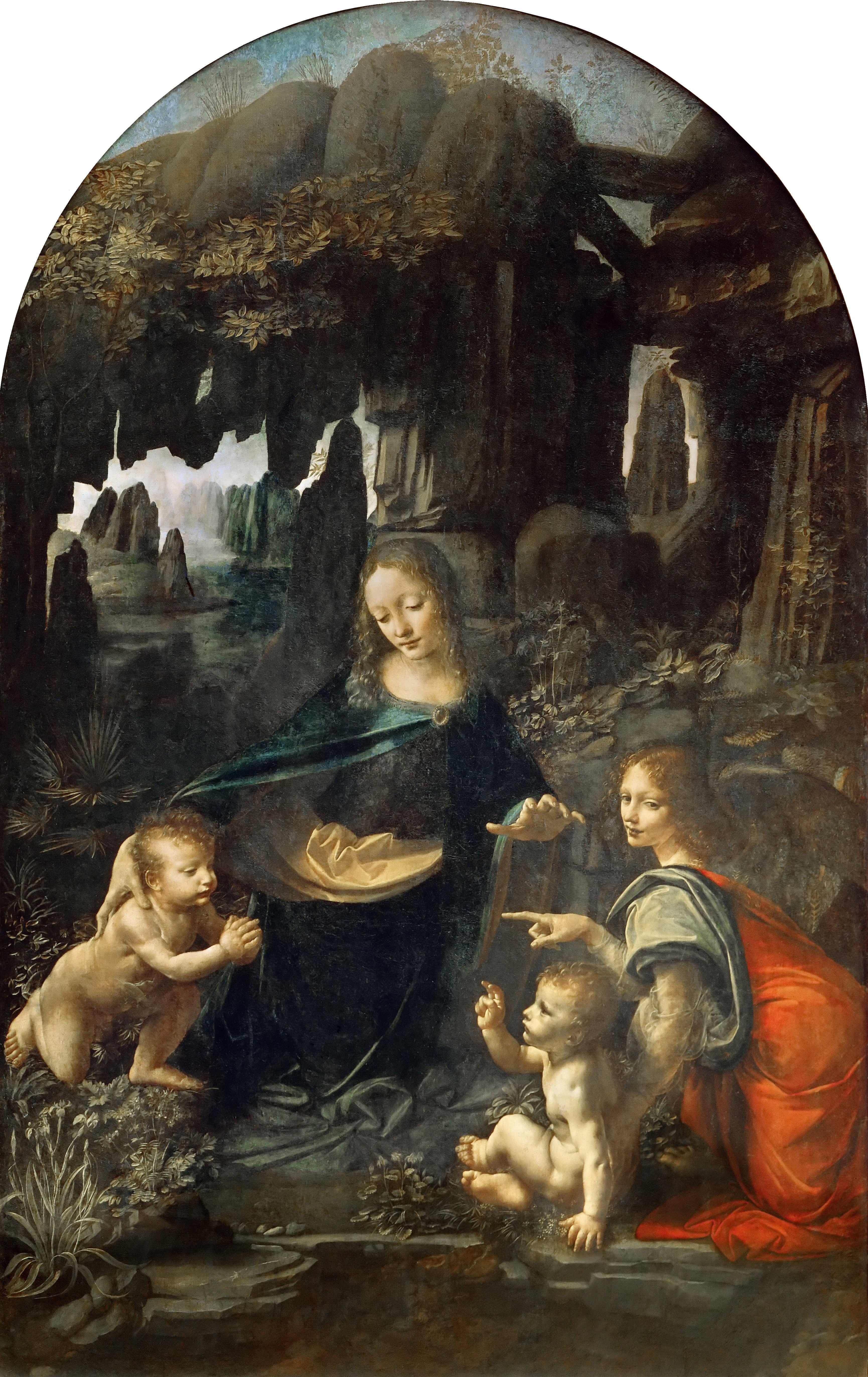
«Мадонна в скалах» Леонардо да Винчи — один из примеров проявления художественной ценности через массовое воспроизводство и всеобщую атмосферу почитания

### Репродукция образов
Ключевой вопрос проекта — как современный зритель смотрит на картины в период их репродукции — отсылает к эссе Беньямина «Произведение искусства в эпоху его технической воспроизводимости». Появление новых средств коммуникации, фото- и телесъёмки, вывело предметы искусства из сакрального пространства в статус информации. Новые технологические решения не только позволяют изучать художественные полотна в динамике (показывать отдельно взятые детали, накладывать в трансляцию изображения фоновую музыку), но и нивелируют их труднодоступность для зрителя. Одной из характеристик искусства становится «мобильность образа», переход искусства из ранга элитарной культуры в массовое потребление.
Массовость продукта приводит к тому, что искусство излишне мифологизируется экспертами, из-за чего теряются некоторые изначальные смыслы и приобретаются новые.

### Обнажённость
Рассматривается феномен обнажённой женской натуры в европейской живописи, Бёрджер разделяет в искусстве понятия «обнажённости» (униформа, облачение в кожу) и «наготы» (отсутствия одежды, обретение личной свободы). Нагота в живописи Возрождения становится одним из центральных элементов. Женский обнажённый образ канонизируется в живописи как пассивный, наполненный стыдом, в чем проявляется доминация мужского пола над женским, мужской нарциссизм и объективация.

### Представления о частной собственности
Для европейской живописи характерна демонстрация вещей — определённых предметов, обладающих физическими зримыми границами. Владение картиной автоматически обозначает также владение и тем, что на картине изображается. Музей стоит рассматривать не только как хранилище искусства, но и как банк — как место хранения и демонстрации чьей-то собственности.
Изображение вещественного в живописи Бёрджер сравнивает с открытием Нового света, расцветом естественных наук и работорговлей, с окончательным установлением правящего класса. Живопись восславляет и легитимизирует способность правящего класса возвыситься над прочим миром. Главные жанры правящего класса: портрет и натюрморт.
Возникновение новой традиции порождает также контртрадицию — Бёрджер называет контртрадиционными художниками Рубенса и Вермеера. Однако, живопись, выразившая в себе саму идею частной собственности, вскоре обращает контртрадицию в такой же товар потребления для правящего класса.

### Реклама
В современном мире реклама приходит на смену живописи. Как живопись репрезентировала человеческое богатство через призму правящего класса, так реклама действует на более широкие массы, создавая утопический мир консьюмеризма.
Цветная рекламная фотография приходит на смену живописи в основополагающем принципе владения, однако различие фотографии и живописи принципиально: реклама, в отличие от предмета картины, не демонстрирует владение, а только призывает к нему, обещая утопическое будущее. Будущее владения предметом находится в противостоянии с реальностью. Из этого Бёрджер делает вывод, что реклама представляет собой эксплуатацию мечты о переменах в будущем, которые обещают тому, кто приобретёт товар. Из желания приобретения и зависти по отношению к тому, кто уже владеет товаром, возникает гламур.
Наблюдаемый Берджером дуализм мира рекламы и мира реального приводит к главному выводу «Искусства видеть» — потере современной культурой разумного в пользу массового потребления.

## Книга
Переработанные и дополненные эссе, послужившие основой документального цикла, позже были опубликованы одноимённой книгой. «Искусство видеть» была издана в 1972 году издательством Penguin. В 2008 году состоялось переиздание.
Впервые на русском языке «Искусство видеть» было издано в 2012 году.